# برستي (نغار بردسير)
برستي (بالفارسية: پرستی رضاآباد) هي قرية تقع في إيران في كرمان.